# Skibin
Skibin – wieś w Polsce położona w województwie kujawsko-pomorskim, w powiecie radziejowskim, w gminie Radziejów.

## Podział administracyjny
W latach 1975–1998 miejscowość administracyjnie należała do województwa włocławskiego. Wieś sołecka – zobacz jednostki pomocnicze gminy Radziejów w BIP.

## Demografia
Według Narodowego Spisu Powszechnego (III 2011 r.) liczyła 274 mieszkańców. Jest szóstą co do wielkości miejscowością gminy Radziejów.

## Oświata
W Skibinie jest również szkoła: Publiczne Gimnazjum im. Kazimierza Wielkiego.